# レオポルト・インフェルト

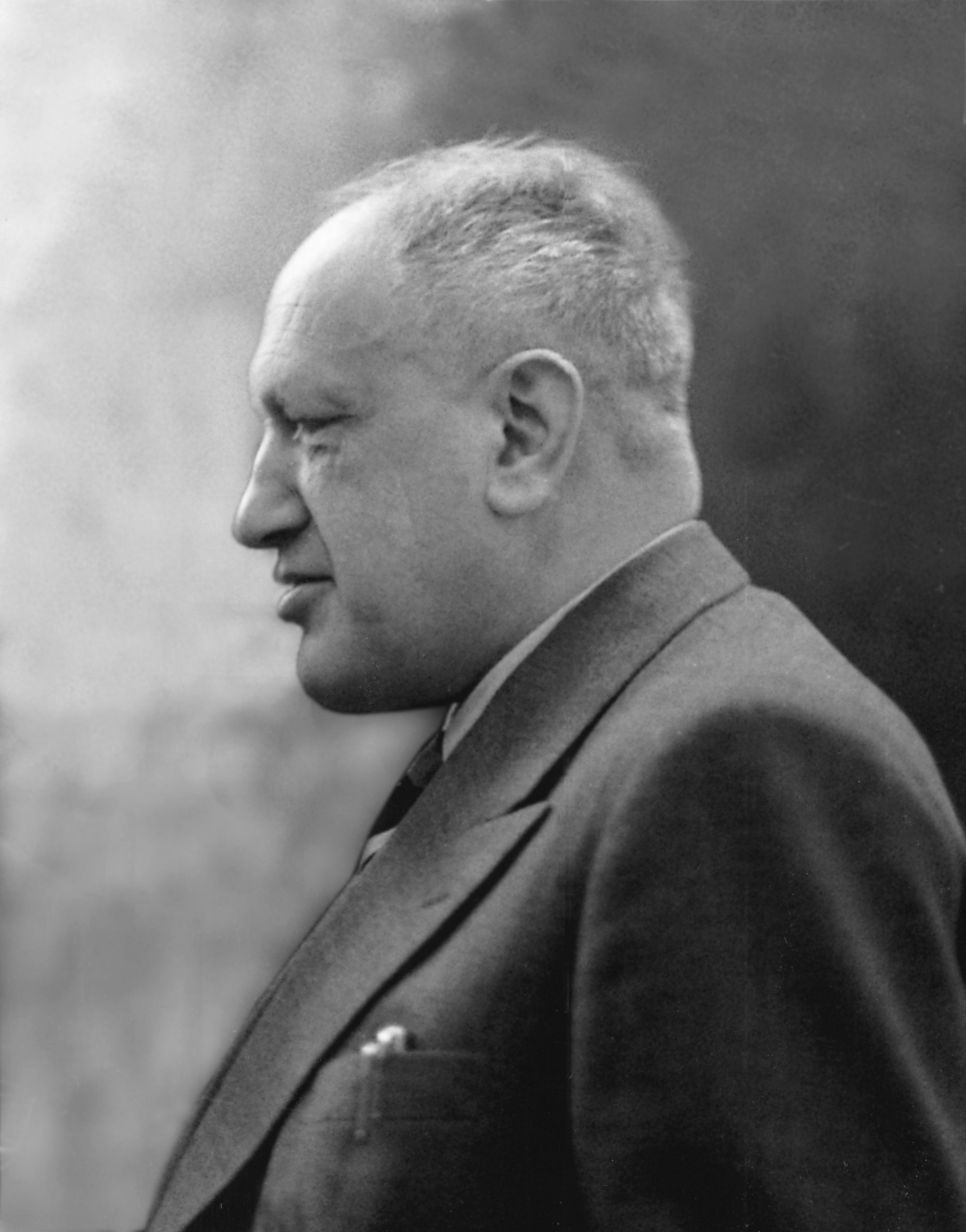
レオポルト・インフェルト

レオポルト・インフェルト（ポーランド語: Leopold Infeld, ヘブライ語: לאופולד אִינְפֶלד‎, 1898年8月20日　帝&王政オーストリアクラクフ大公国クラクフ市 – 1968年1月15日　ワルシャワ）は、ポーランドの物理学者。

## 来歴
ポーランドの古都クラクフのユダヤ人街の、靴屋の息子として生まれた。幼少より科学に興味を持ち、ポーランドを代表する理論物理学者の一人となった。1921年にヤギェウォ大学で博士号を取り、1930年からリヴィウ大学で教鞭を執った。ユダヤ人差別が激しくなるとアメリカへ渡り、1936年からプリンストン大学の教職に就き、アインシュタインの弟子となった。必ずしも数学が得意ではなかったアインシュタインに対して多くの数学的助言をした。1939年からトロント大学の教授を務め、第二次世界大戦後はワルシャワ大学の教授を務めた。マックス・ボルンとの共同論文「ボルン＝インフェルト理論」は今後、超ひも理論、M理論の発展に大いに貢献するであろうと期待されている。
著作に、数学者ガロアの伝記小説『神々の愛でし人』や、アインシュタインとの共著『物理学はいかに創られたか』などがある。
ラッセル＝アインシュタイン宣言の署名者11人の一人。11人の中で唯一ノーベル賞を受賞していない。